# José Joaquín Araiza
José Joaquín Araiza (23 de marzo de 1900 - 27 de septiembre de 1971), fue un jugador de ajedrez mexicano.

## Logros
- 1926, 2.º, detrás de Carlos Torre, en Ciudad de México.
- 1928, 12.º-14.º en La Haya en el Campeonato Mundial de aficionados; (Max Euwe ganó).
- 1930, 11.º en San Remo (Alexander Alekhine ganó).
- 1930, 8.º en Agradable (Savielly Tartakower ganó).
- 1932, 11.º en Pasadena (Alekhine ganó).
- 1932, 3.º, detrás de Alekhine e Isaac Kashdan, en Ciudad de México.[1]
- 1934, 8.º en Chicago (Samuel Reshevsky y Reuben Fine ganó).
- 1934, 13.º en Siracusa (Samuel Reshevsky ganó).
- 1934/35, 4.º en Ciudad de México, detrás de la Multa, Herman Steiner y Arthur Dake.
- 1945, 9.º-10.º en Hollywood (Samuel Reshevsky ganó).